# Dorothy Shepherd-Barron
Dorothy Cunliffe Shepherd-Barron (Beighton, 24 de novembro de 1897 — Melbourn, 20 de fevereiro de 1953) foi uma tenista britânica. Medalhista olímpica de bronze em duplas, em 1924.

## Grand Slam finais

### Duplas: 3 (1 título, 2 vices)
| Resultado | Ano  | Torneio                     | Parceira               | Oponentes                                     | Placar        |
| Vice      | 1929 | Wimbledon                   | Phyllis Howkins Covell | Peggy Saunders Michell Phoebe Holcroft Watson | 6–4, 8–6      |
| Vice      | 1929 | U.S. National Championships | Phyllis Howkins Covell | Peggy Saunders Michell Phoebe Holcroft Watson | 6–2, 3–6, 4–6 |
| Campeã    | 1931 | Wimbledon                   | Phyllis Mudford King   | Doris Metaxa Howard Josane Sigart             | 3–6, 6–3, 6–4 |

### Duplas Mistas: 4 (4 vices)
| Resultado | Ano  | Torneio              | Parceiro       | Oponentes                      | Placar        |
| Vice      | 1923 | Wimbledon            | Lewis Deane    | Elizabeth Ryan Randolph Lycett | 4–6, 5–7      |
| Vice      | 1924 | Wimbledon            | Leslie Godfree | Kitty McKane John Gilbert      | 3–6, 6–3, 3–6 |
| Vice      | 1931 | French Championships | Bunny Austin   | Betty Nuthall Patrick Spence   | 3–6, 7–5, 3–6 |
| Vice      | 1934 | Wimbledon            | Bunny Austin   | Dorothy Round Tatsuyoshi Miki  | 6–3, 4–6, 0–6 |